# Schwarzbach (Brandemburgo)
Schwarzbach (em alto sorábio: Čorna Woda) é um município da Alemanha, situado no distrito de Oberspreewald-Lausitz, no estado de Brandemburgo. Tem 15,79 km² de área, e sua população em 2019 foi estimada em 650 habitantes.